# Fort White
Fort White ist eine Stadt im Columbia County im US-Bundesstaat Florida. Das U.S. Census Bureau hat bei der Volkszählung 2020 eine Einwohnerzahl von 618 ermittelt.

## Geographie
Fort White liegt rund 25 km südlich von Lake City sowie etwa 120 km westlich von Jacksonville.

## Geschichte
Fort White wurde 1870 gegründet. 1881 wurde durch die Live Oak and Rowland’s Bluff Railroad eine Bahnstrecke von Live Oak über Fort White und High Springs nach Gainesville eröffnet, die 1884 in das Plant System überging.
Hauptwirtschaftszweige des Ortes waren der Abbau von Phospaterz und der Anbau von Zitrusfrüchten und Baumwolle. Bis 1896 war Fort White mit fast 2.000 Einwohnern zur zweitgrößten Ansiedlung im Columbia County angewachsen. Der wirtschaftliche Niedergang begann, als im Winter 1896/1897 extreme Kälte die Zitrusindustrie vernichtete. Der Abbau von Phospaterz wurde 1910 eingestellt. Der Einfall des Mexikanischen Baumwollkapselkäfers sorgte wenige Jahre später auch noch für das Ende der Baumwollproduktion.

## Demographische Daten
Laut der Volkszählung 2010 verteilten sich die damaligen 567 Einwohner auf 260 Haushalte. Die Bevölkerungsdichte lag bei 94,5 Einw./km². 63,0 % der Bevölkerung bezeichneten sich als Weiße, 30,3 % als Afroamerikaner, 0,7 % als Indianer und 0,5 % als Asian Americans. 2,8 % gaben die Angehörigkeit zu einer anderen Ethnie und 2,6 % zu mehreren Ethnien an. 7,4 % der Bevölkerung bestand aus Hispanics oder Latinos.
Im Jahr 2010 lebten in 37,7 % aller Haushalte Kinder unter 18 Jahren sowie 30,9 % aller Haushalte Personen mit mindestens 65 Jahren. 70,0 % der Haushalte waren Familienhaushalte (bestehend aus verheirateten Paaren mit oder ohne Nachkommen bzw. einem Elternteil mit Nachkomme). Die durchschnittliche Größe eines Haushalts lag bei 2,74 Personen und die durchschnittliche Familiengröße bei 3,29 Personen.
30,3 % der Bevölkerung waren jünger als 20 Jahre, 25,1 % waren 20 bis 39 Jahre alt, 24,2 % waren 40 bis 59 Jahre alt und 20,2 % waren mindestens 60 Jahre alt. Das mittlere Alter betrug 36 Jahre. 48,5 % der Bevölkerung waren männlich und 51,5 % weiblich.
Das durchschnittliche Jahreseinkommen lag bei 27.917 $, dabei lebten 19,4 % der Bevölkerung unter der Armutsgrenze.
Im Jahr 2000 war Englisch die Muttersprache von 98,04 % der Bevölkerung und spanisch sprachen 1,96 %.

## Sehenswürdigkeiten
Der Fort White Public School Historic District und das Sikes House sind im National Register of Historic Places gelistet.

## Verkehr
Fort White wird vom U.S. Highway 27 (SR 20) sowie der Florida State Road 47 gekreuzt. Der nächste Flughafen ist der Gainesville Regional Airport (50 km südöstlich).